# Billy Joe Royal

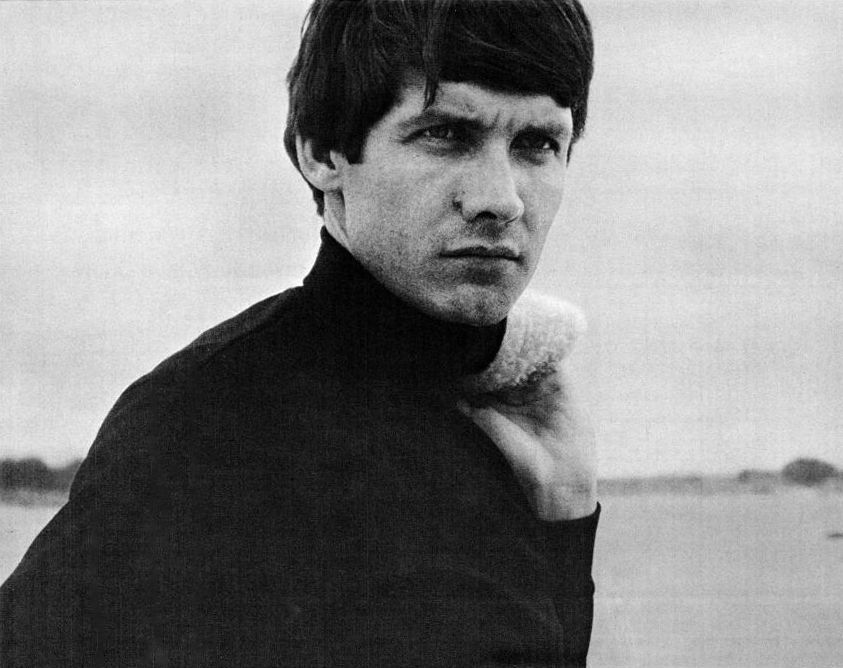
Billy Joe Royal (1966)

Billy Joe Royal (* 3. April 1942 in Valdosta, Georgia; † 6. Oktober 2015 in Morehead City, North Carolina) war ein US-amerikanischer Sänger.

## Geschichte
Schon als Kind, nachdem er Elvis Presley in der Tommy Dorsey Show gesehen hatte, der ebenfalls verschiedene Stile wie Pop, Country und R&B vermischte, fühlte er, dass er mit Musik seinen Lebensunterhalt verdienen wollte. Sein Debüt gab er mit elf Jahren in einer Radio-Show seines Onkels. In der Highschool hatte er dann im Alter von 16 seine eigene Rock’-n’-Roll-Band.
Bekannt wurde er mit dem Top-Ten-Hit Down in the Boondocks (1965), der, wie auch die Singles I Knew You When (Top 20, 1965) und Hush (1967), von Joe South geschrieben und produziert wurde. Seine Single Cherry Hill Park erreichte 1969 Platz 15 in den Billboard Hot 100. Ende der 1960er Jahre trat er regelmäßig in Las Vegas auf und hatte auch kleinere Engagements als Schauspieler, hauptsächlich jedoch in Werbespots und in kleineren Fernsehrollen. In den 1970er Jahren war er mit Elvis Presley befreundet, der ebenfalls in Las Vegas gastierte.
Obwohl Royal nie an die alten Erfolge anknüpfen konnte, bekam seine Karriere einen neuen Schub, als er in den 1980er Jahren ins Country-Fach wechselte. Er schaffte dabei ein Comeback mit mehreren Top-10-Hits in den Country-Charts, unter anderem Tell It Like It Is, Burned Like a Rocket, und I’ll Pin a Note on Your Pillow.
In den 1990er Jahren ließ das Interesse an seiner Musik wieder nach, da sein von der Popmusik beeinflusster Country-Stil nicht mehr angesagt war und der neo-traditionelle, klassische Countrysound wieder in Mode kam. 1998 fand sein Album Stay Close to Home nochmal die Beachtung eines breiteren Publikums.

## Diskografie

### Alben
| Jahr | Titel                 | Höchstplatzierung, Gesamtwochen, AuszeichnungChartsChartplatzierungen (Jahr, Titel, Platzierungen, Wochen, Auszeichnungen, Anmerkungen) | Anmerkungen                                               |
| Jahr | Titel                 | US | Anmerkungen                                               |
| ---- | --------------------- | --- | --------------------------------------------------------- |
| 1965 | Down in the Boondocks | US96 (7 Wo.)US | Produzent: Joe South                                      |
| 1960 | Cherry Hill Park      | US100 (9 Wo.)US | Erstveröffentlichung: Dezember 1969 Produzent: Buddy Buie |

Weitere Alben
| - 1965: Introducing - 1967: Billy Joe Royal Featuring „Hush“ - 1971: You’re the Reason (mit Joe South) - 1980: Billy Joe Royal - 1986: Looking Ahead - 1987: The Royal Treatment (US: Gold) - 1989: Tell It Like It Is | - 1989: Burn Like a Rocket - 1990: Out of the Shadows - 1998: Stay Close to Home - 2001: Now and Then, Then and Now - 2007: Going by Daydreams - 2009: His First Gospel Album: Hard Rock to Roll |

### Kompilationen
| - 1985: The Best of Billy Joe Royal - 1988: 20 Greatest Hits - 1988: 16 Greatest Hits - 1989: Greatest Hits - 1992: The World of Billy Joe Royal – Down in the Boondocks - 1994: Down in the Boondocks - 1996: Golden Hits - 2001: Drift Away | - 2002: The Very Best of Billy Joe Royal: The Columbia Years (1965–1971) - 2003: Priceless Collection: Country Classics - 2005: K-Tel Presents Billy Joe Royal: This Magic Moment - 2005: Best of Billy Joe Royal - 2006: Down in the Boondocks - 2007: Legendary Icons - 2009: Raindrops Keep Falling on My Head - 2009: My Girl |

### Singles
| Jahr | Titel Album                                                               | Höchstplatzierung, Gesamtwochen, AuszeichnungChartplatzierungen (Jahr, Titel, Album, Platzierungen, Wochen, Auszeichnungen, Anmerkungen) | Höchstplatzierung, Gesamtwochen, AuszeichnungChartplatzierungen (Jahr, Titel, Album, Platzierungen, Wochen, Auszeichnungen, Anmerkungen) | Höchstplatzierung, Gesamtwochen, AuszeichnungChartplatzierungen (Jahr, Titel, Album, Platzierungen, Wochen, Auszeichnungen, Anmerkungen) | Höchstplatzierung, Gesamtwochen, AuszeichnungChartplatzierungen (Jahr, Titel, Album, Platzierungen, Wochen, Auszeichnungen, Anmerkungen) | Anmerkungen |
| Jahr | Titel Album                                                               | DE | CH | UK | US | Anmerkungen |
| ---- | ------------------------------------------------------------------------- | --- | --- | --- | --- | --- |
| 1965 | Down in the Boondocks                                                     | — | — | UK38 (4 Wo.)UK | US9 (13 Wo.)US | Erstveröffentlichung: 24. Mai 1965 Autor und Produzent: Joe South                                                              |
| 1965 | I Knew You When Down in the Boondocks                                     | — | — | — | US14 (11 Wo.)US | Erstveröffentlichung: 25. August 1965 Autor und Produzent: Joe South Original: Wade Flemons, 1964                              |
| 1965 | I’ve Got to Be Somebody Down in the Boondocks                             | — | — | — | US38 (8 Wo.)US | Erstveröffentlichung: 15. November 1965 Autor und Produzent: Joe South                                                         |
| 1966 | Heart’s Desire Billy Joe Royal Featuring „Hush“                           | — | — | — | US88 (3 Wo.)US | Erstveröffentlichung: 21. April 1966 Autor und Produzent: Joe South                                                            |
| 1966 | Campfire Girls The Best of Billy Joe Royal                                | — | — | — | US91 (2 Wo.)US | Erstveröffentlichung: 18. Juli 1966 Autor: Freddy Weller                                                                       |
| 1967 | Hush Billy Joe Royal Featuring „Hush“                                     | DE12 (14 Wo.)DE | CH2 (11 Wo.)CH | — | US52 (8 Wo.)US | Erstveröffentlichung: 15. August 1967 Autor und Produzent: Joe South                                                           |
| 1969 | Cherry Hill Park                                                          | — | — | — | US15 (15 Wo.)US | Erstveröffentlichung: 3. Juni 1969 Autoren: Robert Nix, William E. Gilmore Produzent: Buddy Buie                               |
| 1970 | Tulsa (Don’t Let the Sun Set on You in Tulsa) The Best of Billy Joe Royal | — | — | — | US86 (3 Wo.)US | Erstveröffentlichung: 10. Dezember 1970 Autor und Produzent: Joe South                                                         |
| 1978 | Under the Boardwalk –                                                     | — | — | — | US82 (4 Wo.)US | Erstveröffentlichung: 30. April 1978 Autoren: Arthur Resnick, Kenny Young Produzent: Chips Moman; Original: The Drifters, 1964 |

grau schraffiert: keine Chartdaten aus diesem Jahr verfügbar
Weitere Singles
| - 1964: Mama Didn’t Raise No Fools - 1965: You Make Me Feel Like a Man - 1965: Steal Away - 1965: I’m Specialized - 1966: Don’t Wait Up for Me Mama - 1966: Yo-Yo - 1967: The Greatest Love - 1968: Don’t You Be Ashamed (To Call My Name) - 1968: Storybook Children - 1969: Gabriel - 1969: Helping Hand - 1970: Poor Little Pearl - 1971: Pobre perla (Poor Little Pearl) - 1971: Every Night - 1971: We Go Back - 1972: Child of Mine - 1973: This Magic Moment - 1973: If This Is the Last Time - 1980: He’ll Have to Go - 1980: (How Do I Like to Dance) Slowly | - 1985: Burned Like a Rocket - 1986: Boardwalk Angel - 1986: Old Bridges Burn Slow - 1986: Another Endless Night - 1987: I’ll Pin a Note on Your Pillow - 1987: It Keeps Right on Hurtin’ - 1987: Members Only (mit Donna Fargo) - 1987: Hush - 1987: Out of Sight and on My Mind - 1987: She Don’t Cry Like She Used To - 1989: Till I Can’t Take It Anymore - 1989: Love Has No Right - 1989: Cross My Heart and Hope to Cry - 1990: If the Jukebox Took Teardrops - 1990: Ring Where a Ring Used to Be - 1990: Searchin’ for Some Kind of Clue - 1990: We Need to Walk - 1990: This too Shall Pass - 1990: Tell It Like It Is |